# جوزيف دريك
جوزيف دريك (بالإنجليزية: Joseph Drake)‏ هو قاضي ومحامي وسياسي أمريكي، ولد في 14 يونيو 1806 في مقاطعة نيكولاس في الولايات المتحدة، وتوفي في 24 نوفمبر 1878 في مقاطعة كارول في الولايات المتحدة. انتخب عضو مجلس ولاية مسيسيبي وانتخب عضو مجلس نواب مسيسيبي.